# Leijloop
Leijloop är ett vattendrag i Belgien, på gränsen till Nederländerna. Det ligger i den norra delen av landet, 80 km norr om huvudstaden Bryssel.
Omgivningarna runt Leijloop är en mosaik av jordbruksmark och naturlig växtlighet. Runt Leijloop är det ganska tätbefolkat, med 83 invånare per kvadratkilometer.